# Королевская шотландская академия

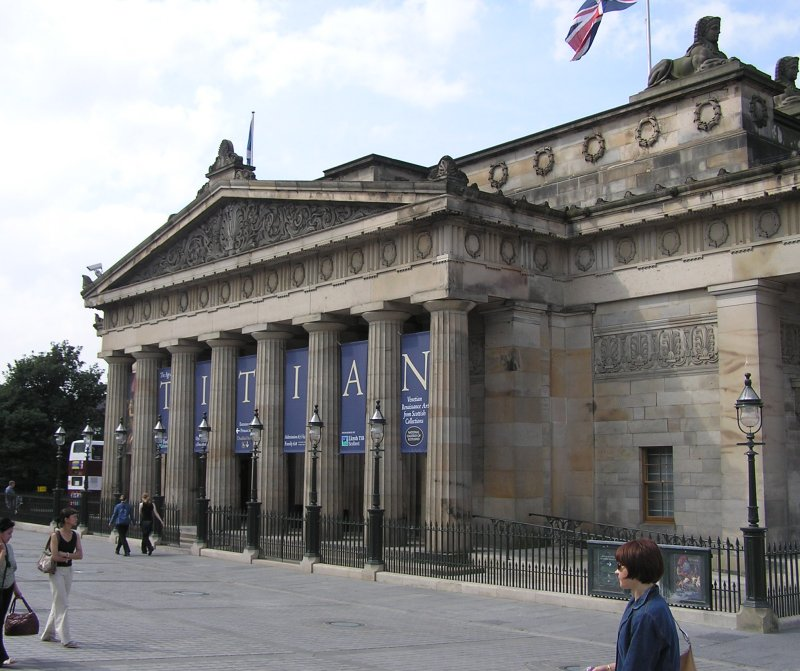

Королевская шотландская академия (англ. Royal Scottish Academy) — независимая организация художников, скульпторов и архитекторов Шотландии, руководимая наиболее известными и представительными мастерами искусств страны. Академия входит в число национальных музеев Шотландии.
Несмотря на то, что Шотландская Академия является неправительственной организацией, она пользуется покровительством и поддержкой британской короны. В задачу Академии входит организация выставок живущих и работающих в Шотландии художников и скульпторов, учебно-методическая работа и проведение лекций о состоянии культурно-художественной жизни Шотландии.

## История
Королевская шотландская академия была основана в 1826 году группой из 11 художников. В 1850 году она разместилась в Эдинбурге, в помещениях Royal Scottish Academy Building на The Mound в Новом городе. Здание было спроектировано выдающимся шотландским архитектором Уильямом Генри Плейфэром. В 2005 году здание Академии было полностью отреставрировано и соединено подземными тоннелями с Национальной галереей Шотландии.
В Академии хранятся коллекции произведений европейского (в Галерее Дина) и шотландского искусства XVII—XIX веков, а также собрание полотен современной шотландской живописи. Здесь также находится архивная часть, хранящая документы по истории шотландского искусства и архитектуры за последние более чем 200 лет.
С 2018-2022 годы президентом Королевской шотландской академии являлся профессор Джойс В. Кернс, (секретарь — Артур Уотсон). В настоящее время президентом академии является Герет Фишер.